# Alexa McDonough

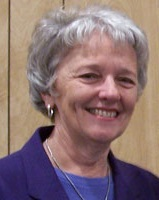
Alexa McDonough, 2008

Alexa McDonough (* 11. August 1944 in Ottawa, Ontario; † 15. Januar 2022 in Halifax, Nova Scotia) war eine kanadische Politikerin. Sie war die erste Frau, die eine politische Partei in Nova Scotia leitete, und die zweite Frau, die eine Föderalpartei leitete.

## Frühes Leben
McDonough wurde am 11. August 1944 in Ottawa, Ontario, geboren. Sie besuchte die Queen’s University in Kingston, Ontario. Nach zwei Jahren wechselte sie an die Dalhousie University in Halifax, wo sie 1965 einen Bachelor-Abschluss in Soziologie und Psychologie abschloss. Sie wurde Sozialarbeiterin. 1970 arbeitete sie mit Gerald Regan und der Nova Scotia Liberal Party an der Entwicklung ihres Parteiprogramms. Sie wurde jedoch von den Liberalen desillusioniert und trat 1974 der Neue Demokratische Partei bei.

## Provinzielle Politik
McDonough war Kandidat bei den Unterhauswahlen 1979 und 1980. Bei beiden Wahlen kandidierte sie erfolglos im Wahlkreis Halifax. Bei den Wahlen von 1980 verlor sie gegen den ehemaligen Premierminister von Nova Scotia, Gerald Regan, denselben Politiker, den sie bereits 1970 unterstützt hatte.
Kurz nach den Wahlen zum Unterhaus 1980 trat Jeremy Akerman als Vorsitzender der Nova Scotia New Democratic Party zurück. Zu dieser Zeit gab es wachsende Spannungen innerhalb der Nova Scotia-Sektion der Partei. Einer der Abgeordneten der Partei aus dem Abgeordnetenhaus von Nova Scotia, Paul MacEwan, wurde aus der Partei ausgeschlossen, nachdem er Parteimitglieder trotzkistische Sympathien vorgeworfen hatte.
Trotz dieser Kämpfe und da er kein Abgeordneter des Abgeordnetenhauses von Nova Scotia war, beschloss McDonough, an der Wahl zum Parteivorsitz teilzunehmen. Da sie nicht in die internen Parteikämpfe verwickelt war, war sie eine attraktive Kandidatin. Die Wahl des Parteivorsitzender fand am 16. November 1980 statt. McDonough errang einen leichten Sieg in der ersten Runde. Sie war die erste Frau, die eine politische Partei in der Provinz leitete.
McDonough führte die Partei 1981 zu den Wahlen in Nova Scotia. Obwohl die Partei die meisten Stimmen in ihrer Geschichte erhielt, wurde die Partei von vier Mandaten auf nur noch eins reduziert. Dies war auf den Rückgang der Parteiunterstützung auf der Kap-Breton-Insel zurückzuführen, die historisch eine Hochburg der Partei gewesen war. McDonough gewann ihren Wahlkreis Halifax-Chebucto. Sie verbrachte die nächsten drei Jahre als einzige New Democrat und die einzige Frau im Abgeordnetenhaus von Nova Scotia.
McDonough war in ganz Nova Scotia persönlich beliebt, aber ihre Popularität übertrug sich nicht auf die Nova Scotia New Democratic Party. Bei den Provinzwahlen 1984 gewann die Partei trotz Verlust von 10.000 Stimmen zwei Mandate. Bei der Wahl 1988 gewann die Partei rund 9.000 Stimmen, verlor aber ein Mandat. 1993 war ihre letzte Provinzwahl als Parteivorsitzende. Die Partei erhielt erstmals über 80.000 Stimmen und gewann drei Mandate. Nach vierzehn Jahren als Vorsitzende der Neuen Demokratischen Partei von Nova Scotia trat sie am 19. November 1994 zurück. John Holm wurde Interimsvorsitzender der Partei, bis Robert Chisholm 1996 gewählt wurde.

## Föderal Politik
Die Unterhauswahlen 1993 waren die schlimmsten für die Neue Demokratische Partei. Die Partei gewann nur 9 von 295 Mandaten. Die Parteivorsitzende, Audrey McLaughlin, gab am 18. April 1994 bekannt, dass sie nach der Wahl eines neuen Vorsitzenden zurücktreten werde.
Bei den Wahlen zur Parteiführung 1995 galt es als unwahrscheinlich, dass McDonough gewinnen würde. Es wurde erwartet, dass entweder Lorne Nystrom oder Svend Robinson der nächste Vorsitzende der Partei werden würden. Im ersten Wahlgang belegte McDonough jedoch den zweiten Platz. Lorne Nystrom wurde eliminiert. Obwohl Svend Robinson den ersten Wahlgang gewonnen hatte, erwartete er, dass Nystroms Anhänger für McDonough stimmen würden. Robinson räumte ein und McDonough wurde zur Parteivorsitzenden gewählt.
Bei den Unterhauswahlen 1997 erholte sich die Partei. In den Atlantischen Provinzen gelang der Partei der Durchbruch. McDonough wurde im Wahlkreis Halifax gewählt. Sie würde im Wahlkreis bis zu ihrer Pensionierung im Jahr 2008 wiedergewählt werden. In den nächsten Jahren verursachte McDonoughs Führung der Partei Konflikte. Die Gewerkschaftsführer unterstützten sie nur schwach und drohten oft mit dem Austritt aus der New Democratic Party. Insbesondere der kanadische Präsident der Autoarbeiter, Buzz Hargrove, forderte McDonoughs Führung heraus. Sie wurde innerhalb der Partei herausgefordert, weil sie versucht hatte, die Partei in Richtung der politischen Mitte zu ziehen.
Bei den Unterhauswahlen 2000 erhielt die Partei nur 13 Mandate und 8,5 Prozent der Stimmen. Am 5. Juni 2002 gab McDonough bekannt, dass sie als Parteivorsitzende zurücktreten werde. Am 25. Januar 2003 wurde sie auf dem Parteitag von Jack Layton abgelöst. 2004 und 2006 wurde sie als Abgeordnete für den Wahlkreis Halifax wiedergewählt.

## Ruhestand
Am 2. Juni 2008 gab McDonough bekannt, dass sie bei den nächsten Wahlen zum Unterhaus nicht kandidieren werde. Am 29. Juni 2009 wurde McDonough zum neuen Präsidenten der Mount Saint Vincent University in Halifax, Nova Scotia, ernannt. Am 30. Dezember 2009 sollte sie zum Officer des Order of Canada ernannt werden.
McDonough starb am 15. Januar 2022 im Alter von 77 Jahren in Halifax. In den sieben Jahren vor ihrem Tod litt sie an Alzheimer-Krankheit.